# Järlepa
Järlepa är en ort i Estland. Den ligger i Juuru kommun och landskapet Raplamaa, i den centrala delen av landet, 40 km söder om huvudstaden Tallinn. Järlepa ligger 72 meter över havet och antalet invånare är 238.
Terrängen runt Järlepa är mycket platt. Runt Järlepa är det glesbefolkat, med 10 invånare per kvadratkilometer. Närmaste större samhälle är Kohila, 10,7 km väster om Järlepa. I omgivningarna runt Järlepa växer i huvudsak blandskog.